# Neuwerk-Bewegung
Die Neuwerk-Bewegung entstand nach dem Ende des Ersten Weltkriegs als protestantische Jugendbewegung.

## Geschichte
Während der Novemberrevolution hatte sich in der Demokratischen Partei eine religiöse Gruppe gebildet, die die Zeitschrift Der christliche Demokrat herausgab. Diese Gruppe löste sich schon 1919 aus der Partei. Die Zeitschrift wurde in Das Neue Werk, später Neuwerk – ein Dienst am Werdenden umbenannt. Sie wurde herausgegeben von Georg Flemmig, Normann Körber, Hermann Schafft und Wilhelm Wibbeling und erschien noch bis 1935.
Die Neuwerk-Bewegung nannte sich auch Schlüchterner Kreis, da sie 1920 auf einer Jugendtagung in Schlüchtern (Main-Kinzig-Kreis, Hessen) gegründet worden war und dort ihr Zentrum hatte.
Georg Flemmig, über dessen „persönliche Ausstrahlung geradezu schwärmerisch berichtet wurde“, der aber Schlüchtern nur selten verlassen hatte, galt als „‚die stille Mitte‘ der ganzen erst später entstehenden Neuwerkbewegung. Tatsächlich hatten in den Zimmern des Dorfschullehrers Karl Barth und Paul Tillich, der Hamburger Reeder Kurt Woermann, Martin Buber, ‚Konservative und Sozialisten‘, Regierungsbeamte aus Kassel und vor allem viele Mitglieder der verschiedenen Jugendbewegungen Gespräche geführt und mancherlei Rat gefunden.“
Führender Kopf der eigentlichen Bewegung war aber der Theologe Eberhard Arnold (1883–1935). In den Jahren 1919/1920 gründete er in Schlüchtern zwei Gemeinschaftssiedlungen, in denen Arbeit, Alltag und Freizeit gemeinsam nach dem Leitbild der Bergpredigt und der christlichen Urgemeinde gestaltet wurden. Dazu zählte auch der außerhalb von Schlüchtern-Elm gelegene Habertshof. In den folgenden Jahren wurden weitere Höfe unter der Leitung von Emil Blum errichtet. Im Vergleich zu anderen evangelischen Jugendorganisationen gewann sie dadurch Eigenständigkeit, dass Teile der christlichen Studentenbewegung wie auch Vertreter des religiösen Sozialismus aufgenommen wurden.
1933 wurde der seit zehn Jahren bestehende Habertshof von der Hitlerjugend besetzt und dann geschlossen. Im selben Jahr kam es zum letzten Treffen der Gruppe.

## Inhalt
Die Bewegung war sowohl im religiösen Sozialismus verwurzelt als auch stark von der Theologie Karl Barths und seines Tambacher Vortrags beeinflusst. Sie stand in gewisser Distanz zur als einseitig reaktionär empfundenen Haltung der evangelischen Amtskirche.